# Bragoc

Bragoc (italijansko bragozzo) je najbolj znana  tradicionalna  lesena ribiška dvojambornica, s poreklom iz Chiogge (Benečija), ki so jo uporabljali na severnem Jadranu, pa tudi ob obalah Istre.

## Zgodovina
Bragoc je zelo staro ribiško plovilo, zato se je skozi čas razvilo kar nekaj podtipov. Med najbolj znanimi so beneški bragoc, bragoc za visoko morje, nekaj je bilo tudi bragocev s kobilico. Za istrsko obalo sta bila značilna predvsem dva tipa, kioški bragoc iz Chioggie in seveda istrski bragoc. Čeprav je obstajal podtip bragoca, specifičen za Istro, zelo podoben kioškemu, vendar redek in ne popolnoma definiran v detajlih,  pa je bil v pristaniščih Istre veliko pogostejši kioški bragoc, ki so ga izdelovali izključno v  škverih, tudi v Kopru, Izoli in Piranu.
Na splošno so bili »Čožoti«, kot so slovenski ribiči iz Križa pri Trstu in okolice imenovali tiste iz Chioggie, znani kot odlični, včasih tudi agresivni ribiči, ki so s svojimi bragoci ribarili in pluli ne le po severnem, ampak tudi po drugih delih Jadranskega morja.

## Značilnosti
Bragoci so imeli zaobljeni in nazaj močno zavihani kljun na premcu   ter dva jamborja s trapeznimi jadri, od katerih pa je bil tisti na premcu precej nižji od tistega na krmi in nagnjen naprej proti premcu. Bragoci so imeli palubo, z odprtinami za dostop v podpalubje, ter so bili najpogosteje dolgi med 9 in 15 metri. Za bragoce je bilo značilno dokaj veliko krmilo, zaradi plovbe po plitvinah pa so imeli majhen ugrez, brez ali z nizko kobilico. Za upravljanje so bragoci potrebovali vsaj tri izkušene člane posadke. Bragoci so bili predvsem namenjeni večdnevnemu ribolovu z mrežami, četudi so bili nekateri prilagojeni za lov na rake in školjke. 
Na splošno je bil bragoc eno najlepših in najbolj barvitih ribiških plovil Jadrana. Ne le zunanjost, tudi notranja stran premca in krme sta bili poslikani, kakor tudi jamborja in seveda jadra. Predvsem bogatejši »Čožoti« so radi poslikavali svoje bragoce. Velika jadra so ribiške družine barvale z morskimi spužvami in velikimi čopiči, predvsem z naravnimi barvili, dobljenimi iz raznega lubja, prsti in drugih naravnih materialov. Jadra je bilo potrebno kar pogosto barvati in s tem zaščititi, saj so zaradi sonca, vetra in morske vode dokaj hitro bledela. Živobarvni vzorci na jadrih so omogočali prepoznavo in razločevanje tudi na večje razdalje.

### Bragocet
Obstajal je tudi bragoc z enim jamborjem, imenovan bragocet. Ti so bili malo manjši od dvojambornih bragocev, zaradi manjšega števila reber so bili lažji, lažje jih je bilo upravljati, npr. manjše bragocete je lahko upravljal tudi en sam človek. Navtične lastnosti bragocetov so bile podobne tistim kot pri topih, jambor so imeli na krmi, vendar bližje sredini, kot je bil krmni jambor bragoca. Tudi njihova površina trapeznega jadra je bila precej manjša od krmnega jadra bragoca. 
Obstajali so tudi večji bragoci, z dvema ali celo tremi jamborji, ki so bili dolgi okoli tudi do 15 metrov in imeli prostornino okoli 10 BRT, ki so jih včasih uporabljali tudi za prevoz tovora.

### Cimarola
Nekateri lastniki bragocev so predvsem ob lepem vremenu in ko je bilo plovilo na privezu, na vrh jamborja postavljali cimarolo  (italijansko penelo, cimarola di bragozzo), ki je služila kot vetrokaz in kot okras ter predstavljala pripadnost plovila določeni družini, hiši ali morda pristanišču lastnika. Bila je izdelana povsem iz lesa, posamezni deli so bili vsajeni eni v drugega ali utrjeni z lesenimi klini. Kako je bila cimarola pritrjena na jambor, danes ni povsem jasno, znano pa je, da je morala biti gibljiva v vetru, da je lahko služila kot vetrokaz.